# いつまでもメリークリスマス
「いつまでもメリークリスマス」は、日本の音楽グループINFINITY16の3枚目のシングルである。2007年11月21日発売。発売元はFar Eastern Tribe Records。

## 収録曲
1. いつまでもメリークリスマス welcomez SHOCK EYE from 湘南乃風, MUNEHIRO
作詞・作曲：INFINITY16・SHOCK EYE from 湘南乃風・MUNEHIRO、編曲：INFINITY16
TBS系列COUNT DOWN TVオープニングテーマ
2. Happy Christmas Forever welcomez GOKI
作詞・作曲：INFINITY16・GOKI、編曲：INFINITY16
3. いつまでもメリークリスマス [inst]
4. Happy Christmas Forever [inst]

## 収録アルバム
- オリジナル『Foundation Rock』（2007年12月12日）